# بهاءالدین ادب
بهاءالدّین ادب فرزند مرحوم حاج باقرادب (زادهٔ ۳۰ مرداد۱۳۲۴ در   محله‌ی آقازمان  سنندج – درگذشتهٔ ۲۵ مرداد ۱۳۸۶ در تهران) سیاستمدار و نمایندهٔ مجلس شورای اسلامی از حوزه انتخابیّه سنندج، کامیاران و دیواندره بود. ادب نمایندهٔ دوره‌های پنجم و ششم مجلس شورای اسلامی بود، امّا در انتخابات دورهٔ هفتم، صلاحیت وی مانند برخی از نامزدهای جناح اصلاح‌طلب و کاندیداهای مستقل، مورد تأیید شورای نگهبان قرار نگرفت.
بهاءالدّین ادب در اوایل سال ۱۳۸۴ حزبی را با عنوان جبهه متحد کرد با همکاری جمعی از فعّالان سیاسی و فرهنگی کُرد بنیاد نهاد. وی همچنین هیئت مؤسس بانک کارآفرینان و مؤسس و رئیس سازمان نظام مهندسی در ایران بود. او همچنین مدتی نایب رئیس فدراسیون بسکتبال ایران بود. 
بهاءالدین ادب به همراه ۱۲۶ تن دیگر از نمایندگان مجلس ششم، از جمله امضاکنندگان نامه موسوم به جام زهر به رهبر جمهوری اسلامی در بهار سال ۱۳۸۲ بود که طی آن با اشاره به حمله نظامی آمریکا به عراق شرایط کشور را با وضعیت ایران در زمان اشغال در جنگ جهانی دوم مقایسه کرده و مدعی شده بودند برای نجات کشور فرصت چندانی باقی نمانده‌است.
ادب درروز پنجشنبه ۲۵ مرداد   ۱۳۸۶ بر اثر بیماری سرطان در بیمارستان مهر تهران درگذشت و  آخرین سمت وی رئیس هیئت مدیره انجمن شرکت های ساختمانی بود.و روز شنبه۲۷      مرداد      با تشییع با شکوه مردم سنندج و سایر شهرهای ایران و شخصیت‌های مردمی، که در تاریخ پر فراز و نشیب کردستان بی‌نظیر بود در بهشت محمدی سنندج و در کنار والدین بزرگوارش به خاک سپرده شد. تقدیر چنین بود که تولدش در مرداد و رحلت اندوهناکش نیز در مرداد داغ و گرم اتفاق افتد.     . نام بهاءالدین ادب بعد از سال‌ها همچنان در بین کردها به نیکی یاد می‌شود و هرساله به مناسبت سالگرد درگذشت وی، مراسمی به صورت خودجوش توسط مردم کردستان برگزار می‌شود و یاد و خاطره‌اش را گرامی می‌دارند. 

هیئت مؤسس جبهه متحد کرد: بهاءالدین ادب، بایزید مردوخی، حسین شاهویسی، عبدالعلی شمس برهان، محمدباقر ضیایی